# Guido Zimmer
Guido Zimmer (* 18. November 1911 in Buer (Westfalen); † 6. Dezember 1977 in Villa General Belgrano) war ein deutscher SS-Obersturmführer und Auslandsagent des Sicherheitsdienst des Reichsführers SS (SD), der an der Operation Sunrise beteiligt war.

## Leben
Er war in den Holocaust in Italien und in die NS-Spionage verwickelt. Seine, in die Akte der CIA übersetzten Notizbücher bieten Einblick in die Aktivitäten des SD 1944, insbesondere in die Bemühungen des Reichssicherheitshauptamtes (RSHA), entweder einen separaten Frieden mit dem Westen auszuhandeln oder die Alliierten in der Frage der Bedingungslose Kapitulation der Wehrmacht, die in der Teheran-Konferenz vereinbart worden war zu spalten.
Zimmers Hefte (das Original in deutscher Kurzschrift), die seine Aktivitäten von Mai 1944 bis März 1945 umfassten, enthielten neue Informationen über die Kontakte der SS mit Allen Dulles als Leiter des OSS-Büros in der Schweiz die zu einem Waffenstillstand am 2. Mai 1945 führten. Die Geschichte der geheimen amerikanisch-deutschen Verhandlungen in der Schweiz im März und April 1945 wurde 1947 in einer Reihe von Zeitschriftenartikeln in der Saturday Evening Post enthüllt. Mit der Veröffentlichung wurde die Sicht des OSS italienischen Berichten über den Waffenstillstand zur Seite gestellt.
Daher sind neue Erkenntnisse über den Hintergrund der Operation Sunrise historisch gesehen von großer Bedeutung.
Ein weiteres wichtiges Element in Zimmers Akte ist, dass er sich der strafrechtlichen Verfolgung als Kriegsverbrecher entziehen konnte, indem er seine Geheimdienstkontakte und den Umgang mit OSS-Beamten ausnutzte, die sich nach dem Krieg für ihn einsetzten. In diesem Sinne spiegelt seine Geschichte die Erfahrung einiger anderer Nazi-Beamter wider.
Guido Zimmer war ein schlanker, athletischer Mann mittlerer Größe mit dunkelbraunem Haar und hoher Stimme. Er trat 1932 der NSDAP und 1936 der SS und dem Sicherheitsdienst des Reichsführers SS bei.
1940 wurde er als Mitglied des RSHA-Amt VI (Auslandsnachrichtendienst) nach Rom versetzt. Nachdem Zimmers Tarnlegende versehentlich aufgeflogen war, wurde er nach Berlin zurückgerufen.
Im September 1943, nach dem Sturz Mussolinis und dem Versuch einer neuen italienischen Regierung, einen Waffenstillstand zu unterzeichnen, begann die alliierte Invasion in Italien. Deutschland intervenierte mit eigenen Truppen, SS und Polizei und übernahm die Kontrolle über den größten Teil des Landes. Der Mord und die Deportationen von Juden in Italien setzte ein.
Zimmer wurde nach Genua versetzt, wo er Juden aufspürte, dann nach Mailand. Sein Befehlshaber in Mailand war der SS-Standartenführer Walter Rauff, Chef der Sicherheitspolizei und SD der Gruppe Oberitalien West. Zimmer führte ein kleines Team in Mailand an, das jüdisches Eigentum beschlagnahmte und von den Einnahmen lebte. Er erhielt auch politische Informationen aus dem Ausland und baute ein Netzwerk von Agenten auf, die den SD mit Informationen versorgen sollten, wenn sie von den Alliierten überrollt worden waren. Wie Rauff war Zimmer sowohl mit Kriegsverbrechen als auch mit Spionage in Italien befasst.
Im Rahmen der Sunrise-Operation, versteckte er einen alliierten Funker in seinem Haus in Mailand und stellte seinen Zuträger Luigi Parrilli den höchsten SS- und Polizeiführer in Italien Karl Wolff vor. Während der Verhandlungen war er wiederholt in der Schweiz.
Nach dem 8. Mai 1945 hatte er weiterhin Kontakt zum Office of Strategic Services und dessen Nachfolgeorganisationen der Strategic Services Unit (SSU). 1946 siedelte sich die Familie Zimmer kurzzeitig in Erlangen an. Richard Cutler vom SSU, setzte sich für die an Tuberkulose erkrankten Kinder von Zimmer ein und beantragte in Washington 2000 USD für die Reise und die Behandlung der Kinder in der Schweiz. Der SSU verfügte über 114 Quellen und 44 Subquellen.
1948 besuchte ihn Luigi Parrilli in Erlangen, der auf seiner ersten Geschäftsreise im Nachkriegsdeutschland war.
Parilli bot seinen ehemaligen Führer eine Stelle als Privatsekretär in Italien an.
Zimmer nahm das Angebot an und beantragte die italienische Staatsbürgerschaft.
Möglicherweise fürchtete Zimmer eine juristische Verfolgung, nachdem sein ehemaliger Chef Herbert Kappler  am 20. Juli 1948 von einem italienischen Militärgericht für die Erpressung des jüdischen Goldes zu 15 Jahren und für das Massaker in den Ardeatinischen Höhlen zu lebenslanger Haft verurteilt worden war. 
Bis 1955 wurde Zimmer von der Staatsanwaltschaft Dortmund wegen seiner Verwicklung in Judendeportationen in Genua gesucht.
Zimmer nahm im Dezember 1948 Kontakt mit Reinhard Gehlen auf.
Er traf am 22. Oktober 1949, von Genua kommend mit dem Motonave Paolo Toscanelli, in Buenos Aires ein, wo er sich als Agrarfachmann ausgab. 1950 knüpfte er Beziehungen zu ehemaligen SS-Offizieren an.
Er lebte zurückgezogen in Ciudad Evita später Ciudad General Belgrano.